# Cólica biliar
Cólica biliar é a ocorrência de dor quando uma pedra na vesícula biliar bloqueia temporariamente o ducto cístico. Na maior parte dos casos a dor situa-se na parte superior direita do abdómen, podendo irradiar para o ombro. A dor dura geralmente de uma a algumas horas. É frequente manifestar-se depois de uma refeição farta ou durante a noite. São também comuns ataques sucessivos.
A formação de cálculos biliares tem origem na precipitação de cristais que se agregam para formar pedras. Os cálculos mais comuns são constituídos por colesterol. Entre outros possíveis constituintes estão cálcio, bilirrubina, pigmentos ou cálculos mistos.Entre outras condições que produzem sintomas semelhantes estão a apendicite, úlcera péptica, pancreatite e a doença de refluxo gastroesofágico.
O tratamento dos ataques de cálculos biliares geralmente consiste na remoção cirúrgica da vesícula biliar. Esta intervenção pode ser realizada tanto por via de uma pequena incisão minimamente invasiva, como por uma incisão maior. A cirurgia aberta com uma incisão maior está associada a maior número de complicações do que as incisões pequenas. A cirurgia é geralmente feita sob anestesia geral. Nas pessoas em que não é possível a cirurgia, pode ser tentada medicação para dissolver os cálculos ou litotripsia. À data de 2017, não era ainda claro se a cirurgia é indicada para todas as pessoas com cólica biliar.
Nos países desenvolvidos, os cálculos biliares estão presentes em 10 a 15% da população adulta. A cada ano, as cólicas afetam 1–4% de todas as pessoas com cálculos biliares. Em cerca de 30% das pessoas que sofrem um ataque ocorrem complicações relacionadas com os cálculos biliares no ano seguinte ao ataque. Nos casos em que as cólicas biliares não são tratadas, cerca de 15% das pessoas desenvolvem inflamação da vesícula biliar. Entre outras possíveis complicações estão a inflamação do pâncreas.